# Adar (Monat)
Adar (hebräisch אדר) ist der sechste Monat nach dem „bürgerlichen“ jüdischen Kalender und der letzte Monat nach dem „religiösen“ Kalender. Wie alle Monate des jüdischen Kalenders beginnt auch der Monat Adar mit  dem ersten Sichtbarwerden der Mondsichel nach Neumond, dem sogenannten Neulicht (Moled). Der Beginn des Monats Adar fällt normalerweise in den Monat Februar des gregorianischen Kalenders. In jüdischen Schaltjahren gilt dies für den ersten Adar, der zweite Adar beginnt entsprechend im Lauf des gregorianischen Monats März.
Da dem jüdischen Kalender ein Mondkalender zugrunde liegt, dauert auch der Monat Adar – wie die übrigen elf Monate – entweder 29 oder 30 Tage. Einem Mondjahr mit 354 Tagen fehlen somit grundsätzlich 11 Tage gegenüber dem 365 Tage dauernden Sonnenjahr; (12 × 29,5 Tage = rechnerisch 354 Tage, konkret bestehend aus sechsmaliger Abfolge des Intervalls aus einem 29- und einem 30-Tage-Monat). Um den Mondkalender jedoch dem Sonnenjahr anzupassen, ist der jüdische Kalender so angelegt, dass die alljährliche 11-Tage-Lücke in Gestalt eines Schaltmonats regelmäßig ausgeglichen wird. Dies geschieht jedes zweite oder dritte Jahr in Gestalt eines Schaltjahres, welches dann aus 13 Monaten mit gewöhnlich 384 (= 354 + 30) Tagen besteht. Alle jüdischen Monatsnamen stammen aus der Zeit des babylonischen Exils und wurden aus dem Babylonischen Kalender übernommen, in welchem Addaru ebenfalls ein Schaltmonat ist.
Da der Schaltmonat aber ebenfalls den Namen Adar trägt, welcher jeweils unmittelbar vor den „normalen“ Adar eingeschoben wird, finden sich im  Aufbau des jüdischen Schaltjahres zwei aufeinander folgende Monate gleichen Namens. Um sie dennoch unterscheiden zu können, haben sie erweiterte Namen: Der zusätzlich eingeschobene Monat heißt Adar aleph oder Adar rischon (erster Adar) und dauert 30 Tage, der „normale“ heißt Adar bet oder Adar scheni (zweiter Adar).
Alle Feste finden jeweils im Adar bet statt. Dazu gehören insbesondere das Purim-Fest (14. bzw. 15. Adar) sowie das Esther-Fasten davor (13. Adar bzw. 11. Adar, wenn der 13. ein Sabbat ist). In Schaltjahren wird im Adar aleph dann Purim qatan (kleines Purim) gefeiert. Im Unterschied zum rabbinischen Judentum feiern die Karäer Purim grundsätzlich im Adar aleph, also dem ersten Adar.